# Frank Grillo (acteur)
Pour l’article homonyme, voir Frank Grillo.
Pour les articles homonymes, voir Grillo (homonymie).
Frank Grillo, né le 8 juin 1965 à New York, est un acteur américain.
Il est connu pour ses rôles dans les films Warrior (2011), Le Territoire des loups (2012) et Zero Dark Thirty (2012). Il obtient son premier rôle principal avec le film American Nightmare 2: Anarchy (2014), dans lequel il joue le Sergent Leo Barnes, rôle qu'il a repris dans American Nightmare 3 : Élections (2016). Il joue aussi le super-vilain Brock Rumlow / Crossbones dans l'univers cinématographique Marvel, et Big Daddy dans le film d'action Wolf Warrior 2 (2017), plus gros succès du box-office en Chine continentale.
Il joue également des rôles récurrents dans les séries The Shield (2002), Prison Break (2005), Blind Justice (2005) et Kill Point : Dans la ligne de mire (2007).

## Filmographie

### Cinéma
- 1992 : Les Mambo Kings (The Mambo Kings) d'Arne Glimcher : Machito
- 1993 : Deadly Rivals de James Dodson : Détective Grogan
- 1996 : Deadly Charades de Kelley Cauthen : Vince Carlucci
- 2002 : Allumeuses ! (The Sweetest Thing) de Roger Kumble : Andy
- 2002 : Minority Report de Steven Spielberg : un policier de Pre-Crime
- 2002 : Simplicity (court métrage) de Chet Thomas : le général
- 2003 : April's Shower (en) de Trish Doolan : Rocco
- 2007 : Raw Footage (court métrage) de J. Rupert Thompson : Ben Chaffin
- 2008 : Le Prix de la loyauté (Pride and Glory) de Gavin O'Connor : Eddie Carbone
- 2008 : iMurders (en) de Robbie Bryan : Joe Romano
- 2009 : Blue Eyes (Olhos Azuis) de José Joffily : Bob Estevez
- 2010 : Hors de contrôle (Edge of Darkness) de Martin Campbell : agent One
- 2010 : My Soul to Take de Wes Craven : le détective Frank Paterson
- 2011 : Mother's Day de Darren Lynn Bousman : Daniel Sohapi
- 2011 : Warrior de Gavin O'Connor : Frank Campana
- 2012 : Le Territoire des loups (The Grey) de Joe Carnahan : John Diaz
- 2012 : Lady Vegas : Les Mémoires d'une joueuse (Lay the Favorite) de Stephen Frears : Frankie
- 2012 : End of Watch de David Ayer : Sergent "Sarge" Daniels
- 2012 : Zero Dark Thirty de Kathryn Bigelow : le commandant des officiers de l'escadron
- 2013 : Intersections (Collision) de David Marconi : Scott Dolan
- 2013 : Gangster Squad de Ruben Fleischer : Jimmy Reagan (non crédité)
- 2013 : Disconnect d'Henry Alex Rubin : Mike
- 2014 : Homefront de Gary Fleder : Cyrus Hanks
- 2014 : Captain America : Le Soldat de l'hiver (Captain America: The Winter Soldier) d'Anthony et Joe Russo : Brock Rumlow
- 2014 : American Nightmare 2: Anarchy (The Purge: Anarchy) de James DeMonaco : Sergent Leo Barnes
- 2015 : Demonic de Will Canon : Détective Mark Lewis
- 2015 : Big Sky (en) de Jorge Michel Grau : Jesse
- 2016 : Captain America: Civil War d'Anthony et Joe Russo : Brock Rumlow / Crossbones
- 2016 : American Nightmare 3 : Élections (The Purge : Election Year) de James DeMonaco : Leo Barnes
- 2017 : Jekyll Island (The Crash) d'Aram Rappaport : Guy Clifton
- 2017 : Wolf Warrior 2 de Wu Jing : Big Daddy
- 2017 : Beyond Skyline de Liam O'Donnell : Mark
- 2017 : Stephanie d'Akiva Goldsman : le père de Stephanie
- 2017 : Wheelman de Jeremy Rush : Wheelman
- 2018 : Représailles (Reprisal) de Brian A. Miller : Jacob
- 2018 : Donnybrook de Tim Sutton : Chainsaw Angus
- 2019 : Hell on the Border de Wes Miller : Bob Dozier
- 2019 : Into the Ashes de Aaron Harvey : Sloan
- 2019 : Avengers: Endgame d'Anthony et Joe Russo : Brock Rumlow
- 2019 : Point Blank de Joe Lynch : Abe
- 2019 : Black and Blue de Deon Taylor : Terry Malone
- 2020 : Jiu Jitsu de Dimitri Logothetis : Harrigan
- 2021 : No Man's Land de Conor Allyn : Bill Greer
- 2021 : Boss Level de Joe Carnahan : Roy Pulver (également producteur)
- 2021 : Cosmic Sin d'Edward Drake : Eron Ryle
- 2021 : Hitman & Bodyguard 2 (Hitman's Wife's Bodyguard) de Patrick Hughes : Bobby O'Neill
- 2021 : The Getaway de Michele Civetta : Duke
- 2021 : Copshop de Joe Carnahan : Teddy Murretto (également producteur)
- 2021 : Toxic Cash (Body Brokers) de John Swab : Vin
- 2021 : Ida Red (en) de John Swab : Dallas Walker
- 2021 : This Is the Night de James DeMonaco : Vincent Dedea
- 2022 : Shattered de Luis Prieto (en) : Sebastian
- 2022 : Stowaway de Declan Whitebloom : Meeser
- 2022 : A Day to Die de Wes Miller : Mason
- 2022 : La Route de l'enfer (Paradise Highway) d'Anna Gutto : Dennis[2]
- 2022 : Operation Seawolf de Steven Luke : Commandant Race Ingram
- 2022 : Lamborghini : L'Homme derrière la légende (Lamborghini: The Man Behind the Legend) de Robert Moresco : Ferruccio Lamborghini
- 2023 : Little Dixie de John Swab (en) : Doc Alexander
- 2023 : Black Lotus de Todor Chapkanov : Saban
- 2023 : The Resurrection of Charles Manson de Remy Grillo : Robert Williams
- 2023 : Un jour en tant que lion (One Day as a Lion) de John Swab : Pauly Russo
- 2023 : MR-9 : Do or Die d'Asif Akbar : Roman Ross
- 2023 : King of Killers de Kevin Grevioux : Jorg Drakos
- 2024 : Hounds of War d'Isaac Florentine : Ryder
- 2024 : Long Gone Heroes de John Swab : Gunner
- 2024 : Die Alone de Lowell Dean : Kai
- 2024 : Werewolves de Steven C. Miller : Wesley Marshall
- 2025 : Superman de James Gunn : Rick Flag, Sr
- 2025 : Misdirection de Kevin Lewis : David Blume
- 2025 : Hard Matter de Justin Price : Benjamin

### Télévision
- 1996 : Haine et Passion (Guiding Light) : Hart Jessup (74 épisodes)
- 2002 : For the People : le détective J.C. Hunter (18 épisodes)
- 2002 : New York, unité spéciale (Law & Order: Special victims Unit) : Frank Barbarossa (saison 4, épisode 2)
- 2002-2003 : The Shield : l'officier Paul Jackson (4 épisodes)
- 2003 : Karen Sisco : Garrison Kick (1 épisode)
- 2004 : Washington Police : Vince Dymecki (1 épisode)
- 2005 : Prison Break : l'avocat Nick Savrinn
- 2005 : Blind Justice : le détective Marty Russo (18 épisodes)
- 2006 : Les Experts (CSI : Crime Scene Investigation) : Gary Sinclair (1 épisode)
- 2007 : FBI : Portés disparus (Without a Trace) : Neil Rawlings (1 épisode)
- 2007 : Las Vegs : Jeremy Shapiro (1 épisode)
- 2007 : Kill Point : Dans la ligne de mire (The Kill Point) : Albert Roman (8 épisodes)
- 2007 : Les Experts : Manhattan (CSI. NY) : Jimmie Davis (1 épisode)
- 2009 : New York, unité spéciale (Law and Order : Special Victims Unit) : Mark Van Kuren (saison 10, épisode 14)
- 2010 : The Gates : Nick Monohan
- 2011 : Breakout Kings : agent Stoltz (1 épisode)
- 2013 : Mary et Martha : Deux mères courage (Mary and Martha) : Peter
- 2014-2017 : Kingdom : Alvey (rôle principal)
- 2018 : FightWorld (Netflix) : lui-même, présentateur
- 2020-2021 : Billions (série télévisée) : acteur récurrent, saison 5
- 2021-2023 : What If...? (série télévisée) : Brock Rumlow (voix)
- 2023 : Paul T. Goldman (mini-série télévisée) : Dan Hardwick
- 2024 : Creature Commandos : Rick Flag Sr. (voix)
- 2024 : Tulsa King (saison 2) : Bill Bevilacqua

## Doublage
En France, Nessym Guetat est la voix régulière de Frank Grillo depuis 2005. Cependant, ces dernières années, David Krüger et Jérôme Pauwels l'ont également doublé à, respectivement, sept et six occasions.
Au Québec, il est régulièrement doublé par Pierre Auger.